# 96th Infantry Division
La 96th Infantry Division (96ª Divisione di fanteria) era una divisione di fanteria dell'esercito degli Stati Uniti che ha partecipato alla seconda guerra mondiale.
Fu attivata per la prima volta per partecipare alla prima guerra mondiale ma il conflitto terminò prima che potesse essere completamente mobilitata e quindi venne disattivata nel gennaio 1919, fu tuttavia riattivata il 24 giugno 1921 come parte della United States Army Reserve per gli stati dell'Oregon e Washington.
Il 15 agosto 1942 fu ordinata in servizio attivo e basata a Camp Adair in Oregon per partecipare alla Seconda guerra mondiale nel teatro di operazioni del Pacifico per poi tornare nella riserva il 3 febbraio 1946.
Nel 1965 la divisione venne disattivata e si trasformò in 96th Command Headquarters, ad oggi il suo lignaggio è portato avanti dalla 96th Sustainment Brigade.